# Xeromphalina cauticinalis
Xeromphalina cauticinalis (With.) Kühner & Maire, Bulletin de la Société Mycologique de France 50: 18 (1934). 

## Descrizione della specie

### Cappello
3 cm di diametro, convesso, depresso al centro, ombelicato
marginesottile, quasi liscio
cuticolarosso-brunastra con sfumature giallastre

### Lamelle
Spaziate, arcuate, adnate a decorrenti, concolori al cappello.

### Gambo
2–8 cm, lungo, sottile, tenace, coriaceo, cilindrico, leggermente giallastro in alto, altrove bruno-nerastro, spesso con un piccolo bulbo basale.

### Carne
Gialla nel cappello, brunastra nel gambo

## Microscopia
Spore4-5,2 x 2,8-3,8, ellissoidali, lisce

## Habitat
L'habitat di Xeromphalina cauticinalis sono i boschi di conifere, in cui cresce una sua simile, ovvero Xeromphalina campanella. Essa differisce, in genere, per la crescita meno "riccamente" gregaria, per il gambetto più scuro e per la carne amara.

## Commestibilità
Senza valore alimentare.

## Nomi comuni
- (CS)  kalichovka hořká
- (SK)  Tanečnička štíhla

## Sinonimi e binomi obsoleti
- Agaricus cauticinalis Bull.
- Marasmius cauticinalis (Bull.) Fr., Epicrisis Systematis Mycologici (Upsaliae): 383 (1838)
- Marasmius fulvobulbillosus R.E. Fr.
- Xeromphalina fulvobulbillosa (R.E. Fr.) Kühner & Romagn., Publ. Inst. Bot. Barcelona 3(4): 68 (1937)